# Daveigh Chase
Daveigh Elizabeth Chase-Schwallier (Las Vegas, Nevada, 24 de julio de 1990) es una actriz, modelo y cantante estadounidense.

## Primeros años
Daveigh Elizabeth Chase cambió su nombre, después que sus padres Cathy Chase y John Schwallier se divorciaron. Chase, vivía con su madre y se crio en Albany, Oregón, antes de mudarse a Los Ángeles, California para perseguir su carrera. Ella tiene un hermano menor, Cade (nacido en 2006). Quería llevar a cabo desde una edad muy temprana y comenzó a cantar y bailar en su ciudad natal y en otras áreas locales en eventos comunitarios y espectáculos. Uno de los factores que la inspiró fue el programa de televisión Barney y sus amigos cuando tenía cuatro años de edad. Su madre entonces la anotó el concurso Little Miss America Pageant, donde Chase, ganó la competencia vocal nacional. Después de su éxito, Chase a la edad de 7, apareció en un anuncio de Sopa Campbell. En 1998, obtuvo un papel protagónico en una obra de teatro musical llamado "Utah!".

## Carrera como actriz
La gran oportunidad de Chase llegó en el año 2002 cuando ganó el papel principal como la voz de una niña hawaiana, Lilo Pelekai, en la película animada de Disney, Lilo & Stitch. La película relata cómo Lilo se hace amiga de un extraterrestre azul extraño y destructivo, a quien ella llama "Stitch", y cómo ella trata de enseñarle a comportarse. Por su actuación, Chase ganó un Premio Annie en 2003. Chase también dio voz al papel del personaje principal, Chihiro Ogino, una niña japonesa de 10 años de edad, en la película japonesa animada El viaje de Chihiro de 2001.
En 2002, Chase actuó en el papel de Samara Morgan en la película, The Ring. Chase, fue galardonada como la Mejor Villana en los premios MTV Movie Awards de 2003 por su actuación, superando a Mike Myers, Colin Farrell, Willem Dafoe y Daniel Day-Lewis. En la secuela de The Ring: The Ring Two de 2005, Chase fue acreditada para su papel de Samara Morgan debido a la utilización de imágenes del "Video maldito" de la primera película, pero Kelly Stables realiza todo el nuevo material.
Otras principales grandes películas y series de televisión de Chase fueron entre 2000 y 2005; entre ellas están: Donnie Darko (2001) y Oliver Beene (2003-2004). Otros créditos incluyen: Las ratas (2002), Carolina (2003), RL Stine's Haunted Lighthouse (2003) y 5ª de Beethoven (2003). Ella también hizo apariciones especiales en las series de televisión: Touched by an Angel, Charmed, ER, Family Law y The Practice.
Daveigh Chase es modelo y ha posado para varias revistas como Teen Vogue, Nylon, Star entre otras, actualmente sigue modelando. 
En 2015 protagonizó la película de suspenso Killer Crush, y en la película de horror independiente Wild in Blue con Karen Black. En 2016 protagonizó la película de suspenso American Romance con Nolan Gerard Funk, y apareció en el drama de cine Jack Goes Home con Rory Culkin, Britt Robertson, Lin Shaye y Nikki Reed. En 2017, apareció en la película de terror psicológico Rings como un flashback de cuando interpretó a Samara Morgan en la película The Ring en 2002.

## Filmografía

### Cine
| Año  | Título                              | Rol                       | Notas                                                              |
| ---- | ----------------------------------- | ------------------------- | ------------------------------------------------------------------ |
| 1999 | Michael Landon, The Father I Knew   | Shawna Landon (8 años)    | Película para televisión                                           |
| 2000 | From Where I Sit                    | Anna                      | Película para televisión                                           |
| 2000 | Edgar MaCobb Presents               | Sally                     | Película para televisión                                           |
| 2000 | Robbers                             | Hija del dentista         |                                                                    |
| 2000 | Her Married Lover                   | Nieta                     |                                                                    |
| 2001 | Say Uncle                           | Lucy Janik                | Película para televisión                                           |
| 2001 | Donnie Darko                        | Samantha Darko            |                                                                    |
| 2001 | Inteligencia artificial             | Niña cantante             | Escenas eliminadas                                                 |
| 2001 | El viaje de Chihiro                 | Chihiro                   | Protagonista Voz en inglés                                         |
| 2002 | Las ratas                           | Amy Costello              | Película para televisión                                           |
| 2002 | Lilo & Stitch                       | Lilo Pelekai              | Protagonista Voz en inglés                                         |
| 2002 | The Ring                            | Samara Morgan             | Antagonista                                                        |
| 2003 | Haunted Lighthouse                  | Annabel                   | Cortometraje                                                       |
| 2003 | Carolina                            | Georgia Mirabeau (joven)  |                                                                    |
| 2003 | Silence                             | Rachel Pressman           |                                                                    |
| 2003 | Stitch! The Movie                   | Lilo Pelekai              | Protagonista Voz en inglés                                         |
| 2003 | 5ª de Beethoven                     | Sara Newton               |                                                                    |
| 2005 | The Ring Two                        | Samara Morgan (flashback) |                                                                    |
| 2006 | Leroy & Stitch                      | Lilo Pelekai              | Protagonista Voz en inglés                                         |
| 2009 | S. Darko: Un cuento de Donnie Darko | Samantha Darko            |                                                                    |
| 2010 | In Between Days                     | Kent                      | Cortometraje                                                       |
| 2012 | Yellow                              | María (joven)             |                                                                    |
| 2012 | Little Red Wagon                    | Kelley Bonner             |                                                                    |
| 2013 | Madame Le Chat                      | Klutzy                    | Cortometraje                                                       |
| 2014 | JacobJosefAimee                     | Aimee                     | Reparto con: Thomas Dekker                                         |
| 2015 | Killer Crush                        | Paige York                | Película para televisión                                           |
| 2015 | Wild in Blue                        | Rachel                    |                                                                    |
| 2016 | Jack Goes Home                      | Shanda                    | Reparto con: Rory Culkin, Nikki Reed, Britt Robertson, y Lin Shaye |
| 2016 | American Romance                    | Krissy Madison            | Reparto con: Nolan Gerard Funk                                     |
| 2017 | Rings                               | Samara Morgan (flashback) |                                                                    |

### Televisión
| Año  | Título                          | Rol                              | Notas                                                                                |
| ---- | ------------------------------- | -------------------------------- | ------------------------------------------------------------------------------------ |
| 1998 | Sabrina, the Teenage Witch      | Niña                             | Episodio: "Christmas Amnesia"                                                        |
| 2000 | Charmed                         | Christina Larson (joven)         | Episodio: "Pardon My Past"                                                           |
| 2000 | The Practice                    | Jennifer Wakefield               | Episodio: "Appeal and Denial"                                                        |
| 2000 | ER                              | Taylor Walker                    | Episodio: "The Greatest of Gifts"                                                    |
| 2001 | Yes, Dear                       | Brooke                           | Episodio: "The Big Snip"                                                             |
| 2001 | The Lot                         | Peggy Franklin                   | Episodio: "Kids"                                                                     |
| 2001 | That's Life                     | Mary-Ellen                       | Episodio: "Boo!"                                                                     |
| 2001 | Touched by an Angel             | Heather Albright                 | Episodio: "Heaven's Portal"                                                          |
| 2001 | Inside Schwartz                 | Randi Johnson                    | Episodio: "Comic Relief Pitcher"                                                     |
| 2002 | Family Law                      | Jamie Garibaldi                  | Episodio: "Blood and Water"                                                          |
| 2003 | Fillmore!                       | Joyce Summitt Tracy Mabini (voz) | Episodio: "Of Slain Kings on Checkered Fields" Episodio: "Links in a Chain of Honor" |
| 2003 | Oliver Beene                    | Joyce                            | 23 episodios                                                                         |
| 2003 | Lilo & Stitch: The Series       | Lilo Pelekai Victoria            | 65 episodios                                                                         |
| 2004 | CSI: Crime Scene Investigation  | Tessa Press                      | Episodio: "Turn of the Screws"                                                       |
| 2004 | Cold Case                       | Ariel Shuman                     | Episodio: "The Sleepover"                                                            |
| 2006 | Big Love                        | Rhonda Volmer                    | 32 episodios                                                                         |
| 2007 | Betsy's Kindergarten Adventures | Betsy (voz)                      | Serie de televisión animada para niños                                               |
| 2008 | Sin rastro                      | Diana Reed                       | Episodio: "A Bend in the Road"                                                       |
| 2009 | Mercy                           | Ashley Jeffries                  | Episodio: "I'm Not That Kind of Girl"                                                |

## Otros trabajos

### Ella misma
| Año  | Título                                                                         |
| ---- | ------------------------------------------------------------------------------ |
| 1998 | 1998 VH1 Fashion Awards                                                        |
| 2001 | Express Yourself                                                               |
| 2002 | American Veteran Awards                                                        |
| 2003 | El arte de 'El viaje de Chihiro'                                               |
| 2003 | MTV Movie Awards 2003                                                          |
| 2003 | VH1 Big in 03                                                                  |
| 2003 | La vida de un perro: Detrás de escenas de "Beethoven 5: el perro buscatesoros" |
| 2004 | MTV Movie Awards 2004                                                          |
| 2004 | Teen Choice Awards 2004                                                        |
| 2004 | 'Donnie Darko': Production Diary                                               |
| 2005 | The Story Room: ¿como se hizo Lilo & Stitch?                                   |
| 2009 | ¿Cómo se hizo S. Darko?                                                        |
| 2009 | Utah Too Much                                                                  |